# Венера в культуре
Венера занимает второе место среди планет Солнечной системы после Марса по той роли, которую она играет в литературе и других жанрах искусства. Является самым ярким после Солнца и Луны небесным объектом, который лучше всего виден утром, перед восходом солнца, и вечером, после его захода. Отсюда двойственное восприятие Венеры как утренней и вечерней звезды (Фосфор и Геспер у греков, Люцифер и Веспер у римлян, Акабоси и Тайхаку у японцев, Аустра и Вакарине у литовцев, Денница и Вечерница у славян.

## Венера в различных культурах
- В ритуальном варианте календаря майя, применяемом и другими народами Месоамерики (ацтеками, тольтеками и т. д.), существовали циклы по 584 дня, примерно совпадающие с синодическим периодом обращения Венеры.
- Особую роль Венера играла в мифологии и астрономии инков, где она называлась Ч’аска (кечуа Ch’aska)[5].
- В мифологии древней Греции — Гесперос (др.-греч. Ἓσπερος) — Вечерняя звезда или планета Венера, см. Геспер и Геспериды.
- У славянских народов — Вечерница (мифология).
- В гавайской мифологии и навигации по звёздам планета Венера рассматривалась как отдельные утренняя звезда Хокуао и вечерняя или убегающая звезда Хокукауа-хиахи[6].
- У мусульманских народов Венера обозначается как Зухра (перс. زهره‎; тадж. Зӯҳра; суахили Zuhura; малайск. Zuhrah) и является символом красоты.

### Древний мириСредние века. Исследования с помощью храмов-обсерваторий
Вавилонские астрономы уделяли большое внимание планете Венере. В текстах позднего периода она вместе с Луной и Солнцем составляет триаду. Согласно некоторым предположениям, вавилонские астрономы знали, что в период своей большой яркости после или до нижнего соединения Венера кажется серпом. Согласно этой версии, вавилонские астрономы уделяли столь большое внимание Венере именно из-за этой её особенности, поскольку эта особенность делала её сестрой Луны. Поэтому в интересах древних культов вавилонские астрономы внимательно наблюдали за Венерой, а в поздний период (1500—1000 годы до н. э.) даже пытались использовать величину периодов её исчезновений и появлений для астрологических предсказаний.
Определённый вклад в наблюдения Венеры сделала греко-римская цивилизация античности, откуда собственно планета и получила своё название.
Венера являлась наиболее приоритетным астрономическим объектом для астрономов цивилизации майя. Её календарь можно обнаружить на листах 24 — 29 Дрезденского кодекса.

#### Венера в культуре античного мира и средневековья
Исследования небесных тел в храмах-обсерваториях в Древнем мире проводились невооружённым глазом. Главными инструментами древних обсерваторий были: гномон для систематических наблюдений полуденных высот Солнца, солнечные часы и клепсидры для измерения времени; без помощи инструментов наблюдали Луну и её фазы, планеты, моменты восхода и заката светил, прохождения их через меридиан, солнечные и лунные затмения. Майя проводили астрономические исследования вообще без каких бы то ни было приборов, стоя на вершинах пирамид-«обсерваторий». Единственный инструмент, который они использовали, это скрещенные палки для фиксации точки наблюдения. Жрецы, которые изучают звёзды, изображены вместе с приборами в рукописях Наттол, Сельдена и Ботли.
Ввиду примитивности инструментов древние астрономы могли изучать лишь механику движения планет и относительные характеристики яркости. Представления о планете Венера в культуре данного периода истории нашли своё отражение главным образом в мифологии, философии, астрологии и оккультизме.

##### Древнегреческая философия
В зависимости от философской школы, в античной древнегреческой культуре можно выделить два основных представления о планетах — как материальный объект природы (небесное светило, укреплённое на небесной сфере), либо как личность божества. Таким образом, планета Венера представлялась в древнегреческой культуре либо как светило, либо как божество. В первом случае Венера имела мало общего с тем, что сейчас мы понимаем под термином «планета». В понимании греческих философов ионийской школы она была ближе к тому, что сейчас современная наука определяет как «звезда». Во втором случае (версия древнегреческой школы италийцев) планета отождествлялась с личностью богини любви, греческой Афродитой. Впоследствии ставшей известной как римская Венера. Отсюда планета и получила своё знаменитое название.

##### Древнесемитский оккультизм
В оккультизме Венера соотносится со сфирой Нецах. (См. также Халдейский ряд).

##### В мифологии народов доколумбовой Америки
Венера была важным объектом для древних цивилизаций Америки, в частности, майя, которые называли её Нох Эк — «Великая звезда», или Шуш Эк — «Звезда Осы». Они верили, что Венера олицетворяет бога Кукулькана (также известного как Гукумац или Кетцалькоатль в других частях древней Центральной Америки). В рукописях майя описан полный цикл движений Венеры.

## Венера в литературе и анимации
Венера занимает второе место среди планет Солнечной системы после Марса по той роли, которую она играет в литературе и других жанрах искусства.
В первой половине/середине XX века условия на поверхности Венеры ещё не были известны даже приблизительно. Невозможность наблюдения в оптический телескоп поверхности планеты, постоянно закрытой облаками, оставляла простор для фантазии писателей и режиссёров. Даже многие учёные того времени, исходя из общей близости основных параметров Венеры и Земли, считали, что условия на поверхности планеты должны быть достаточно близки к земным. С учётом меньшего расстояния до Солнца допускалось, что на Венере будет заметно жарче, но считалось, что там вполне может существовать жидкая вода и, следовательно, биосфера, возможно даже с высшими животными. В связи с этим в массовой культуре сложилось представление, что мир Венеры представляет собой аналог «мезозойской эры» Земли — влажный тропический мир, населённый гигантскими ящерами.
Во второй половине XX века, когда Венеры достигли первые АМС, оказалось, что эти представления находятся в разительном несоответствии с реальностью. Как было установлено, условия на поверхности Венеры исключают не только возможность существования жизни, подобной земной, но даже представляют серьёзные затруднения для работы автоматических роботов из титана и стали.
- Иногда считается, что планете Венере, известной под названием «вечерняя звезда», посвящено стихотворение А. С. Пушкина «Редеет облаков летучая гряда…» (1820)[18]. Однако В. Вересаев в своей статье «Таврическая звезда» (1927) доказывает, что Пушкин в указанном стихотворении имел в виду Юпитер.
- В романе Бориса Красногорского Острова эфирного океана (1914) на поверхность Венеры опускается российский аппарат Имеретинского «Победитель Пространства». На Венере есть пригодный для дыхания воздух, густые облака и гористый ландшафт. Первым живым существом на планете оказывается стрекоза.
- В романе Александра Беляева «Прыжок в ничто» (1933) горстка капиталистов бежит от мировой пролетарской революции в Космос, высаживается на Венере и обосновывается там. Планета представлена в романе приблизительно как Земля в мезозойскую эру и «подобна огромной оранжерее». Полёт до Венеры на ракете равен примерно 97 суткам.
- В научно-фантастическом очерке Бориса Ляпунова «Ближайшие к Солнцу» земляне впервые ступают на Венеру и Меркурий и занимаются их изучением.
- В романе Юрия и Светланы Сафроновых «Внуки наших внуков» Венера изображается покрытой океаном с островами и имеет причудливые формы жизни.
- В романе Владимира Владко «Аргонавты вселенной» на Венеру отправляется советская геологоразведочная экспедиция.
- В романе-трилогии Георгия Мартынова «Звездоплаватели» вторая книга — «Сестра Земли» — посвящена приключениям советских космонавтов на Венере и знакомству с её разумными обитателями.
- В цикле рассказов Виктора Сапарина: «Небесная Кулу», «Возвращение круглоголовых» и «Исчезновение Лоо» высадившиеся на планету космонавты устанавливают контакт с жителями Венеры.
- В повести Александра Казанцева «Планета бурь» (роман «Внуки Марса») космонавты-исследователи сталкиваются с животным миром и следами разумной жизни на Венере. Экранизирована Павлом Клушанцевым как «Планета бурь».
- В романе братьев Стругацких «Страна багровых туч» Венера — вторая планета после Марса, которую пытаются колонизировать и направляют планетолёт «Хиус» с экипажем разведчиков в район залежей радиоактивных веществ под названием «Урановая Голконда».
- В рассказе Севера Гансовского «Спасти декабра» двое последних наблюдателей-землян встречают декабра, животное, от которого зависело природное равновесие на Венере. Декабры считались полностью истреблёнными, и люди готовы погибнуть, но оставить декабра живым.
- В романе Евгения Войскунского и Исая Лукодьянова «Плеск звёздных морей» рассказывается о космонавтах-разведчиках, учёных, инженерах, которые в трудных условиях космоса и человеческого социума проводят колонизацию Венеры.
- В повести Александра Шалимова «Планета туманов» участники экспедиции, посланные на корабле-лаборатории к Венере, пытаются разрешить загадки этой планеты.
- В научно-фантастическом романе Александра Зорича «Сомнамбула» описан следующий способ терраформирования Венеры: сначала её охлаждают, затеняя от Солнца искусственным кольцом, после этого избавляются от основной массы чересчур толстой атмосферы, «сдувая» её протуберанцем, направленным в сторону планеты при помощи специального гравитационного устройства.
- «Прохождение Венеры по диску Солнца» Владислава Крапивина[19].
- В рассказах Рэя Брэдбери «Всё лето в один день» и «Нескончаемый дождь» климат планеты представлен как крайне дождливый (либо дождь идёт всегда, либо прекращается раз в 7 лет).
- В романах Роберта Хайнлайна «Между планетами», «Марсианка Подкейн», «Космический кадет» и повести «Логика империи» Венера изображена мрачным болотистым миром, напоминающим долину Амазонки в сезон дождей. На Венере живут разумные обитатели, напоминающие тюленей или драконов.
- В романе Станислава Лема «Астронавты» и в его экранизации «Безмолвная звезда» земляне находят на Венере остатки погибшей цивилизации, собиравшейся уничтожить жизнь на Земле.
- В научно-фантастическом романе Франсиса Карсака «Бегство Земли», наряду с основным сюжетом, описывается колонизованная Венера, атмосфера которой прошла физико-химическую обработку, в результате чего планета стала пригодной для жизни людей. Кроме того, её наряду с Землёй и Луной превратили в межзвёздный корабль.
- В фантастической повести «Ночная битва» и научно-фантастическом романе Генри Каттнера «Ярость» рассказывается о терраформировании Венеры колонистами с погибшей Земли.
- В научно-фантастическом романе Клайва С. Льюиса «Переландра» Венера занимает центральное место в сюжете. Она покрыта океанами и населена.
- В рассказе Айзека Азимова «Лакки Старр и Океаны Венеры» действие тоже разворачивается на этой планете.
- В рассказе Генри Каттнера «Железный стандарт» земляне терпят бедствие на Венере при полном равнодушии к ним обитателей Венеры.
- В манге и аниме-мультсериале «Сейлор Мун» планету олицетворяет девушка-воительница Сейлор Венера, она же Минако Айно. Её атака заключается в силе света и любви.
- В романе Алекса Розова «День Астарты» ключевым событием является искусственное изменение орбиты астероида для столкновения его с Венерой с целью её терраформирования.
- В романах Эдгара Берроуза «Венерианской» серии: «Пираты Венеры», «Затерянные на Венере», «Карсон венерианский», «Бегство на Венеру», «Венерианский маг».
- В пьесе Фридриха Дюрренматта «Операция Вега» действие происходит на Венере.

## Венера в кинематографе
- В советском фильме режиссёра Павла Клушанцева «Планета бурь» Венера, куда направляется совместная экспедиция СССР и США, изображена как бурлящая жизнью планета, фауна которой напоминает земную в мезозойскую эру.                 «Путешествие на доисторическую планету» и «Путешествие на планету доисторических женщин» — два американских фильма, смонтированных из видеоряда фильма Клушанцева.
- Венера является первым пунктом назначения международной экспедиции в псевдодокументальном фильме производства BBC «Космическая одиссея: Путешествие к планетам». Российский космонавт Иван Григорьев становится первым человеком, ступившим на поверхность Венеры (с навязчивым желанием отыскать там советский спускаемый аппарат аппарата программы «Венера»).

## Венера в музыке
- В репертуаре российской певицы Маши Распутиной есть песня на стихи Леонида Дербенева «Я была на Венере»
- Один из альбомов группы Wings называется «Venus and Mars» («Венера и Марс»). На его обложке изображены эти две планеты.
- Песня группы Rammstein «Morgenstern» посвящена этой планете.
- В песне группы Europe «Final Countdown» поётся: «We’re heading for Venus…»
- Третий студийный альбом канадской рок-группы Three Days Grace называется «Transit of Venus»
- В песне группы Deep Purple «Space truckin» упоминается Венера: «We had a lot of luck on Venus»
- Один из альбомов группы Boney M. называется «Nightflight to Venus» («Ночной полёт на Венеру»).
- Первый промосингл Lady Gaga из альбома ARTPOP называется «Venus»
- Шестой студийный альбом немецкой диско-группы Modern Talking называется «In the Garden of Venus».